# ТУ4
ТУ4 (рос. Тепловоз, Узкоколейный, тип 4) — маневровий чотиривісний вузькоколійний тепловоз, призначений для роботи на залізницях стандарту 750 мм. Його розробка відбувалася за участі декількох заводів та  інститутів. Випробування відбувались безпосередньо на одному з виробничих підприємств СРСР. Виготовлявся Камбарським машинобудівним заводом з 1961 і до 1974 року. Довгий час був основним локомотивом на промислових вузькоколійних залізницях Радянського Союзу. На базі тепловоза розробили та будували наступний тепловоз серії ТУ5.

## Історія
На початку 50-х років радянська промисловість зіткнулася з необхідністю в легкому та потужному вузькоколійному локомотиві для забезпечення промислових шляхів залізничного сполучення стандарту 750 мм. Вже наявні ТУ2 і ТУ3 мали занадто велике навантаження на вісь, тому ці тепловози не підходили для використання на промислових вузькоколійних залізницях, специфіка використання яких не передбачала ґрунтовної інженерної підготовки шляху.  

### Дослідні зразки
З середини 1950-х років почалася розробка тепловоза для промислових залізниць СРСР під керівництвом Центрального науково-дослідного інституту механізації й електрифікації лісової промисловості (ЦНДІМЕ). Розробку дослідних моделей розділили між кількома машинобудівними заводами та конструкторськими бюро, щоб пришвидшити процес створення нового зразка.

#### ТУЭ-4
На потужностях Онезького машинобудівного заводу, у співпраці з ЦНДІМЕ, тривала розробка дизельного тепловоза з електричною передачею. Спершу він отримав назву МДЭ-4-01, згодом перейменований на ТУЭ-4 (рос. Тепловоз, Узкоколейный, с Электрической передачей, тип 4). У 1955 році виготовлено перший дослідний зразок.  У період з 1956 до 1957 року тепловоз випробовували на вузькоколійній залізниці Крестецького ліспромгоспу. Виконання з електропередачею було, в результаті, відкинуте через складність для промисловості СРСР у виробництві та обслуговуванні такого виду передачі.

Другий екземпляр виготовили в 1959 році на Деміховському машинобудівному заводі. Попри високу надійність, цей екземпляр теж не пішов у серію, з уже згаданої причини. 

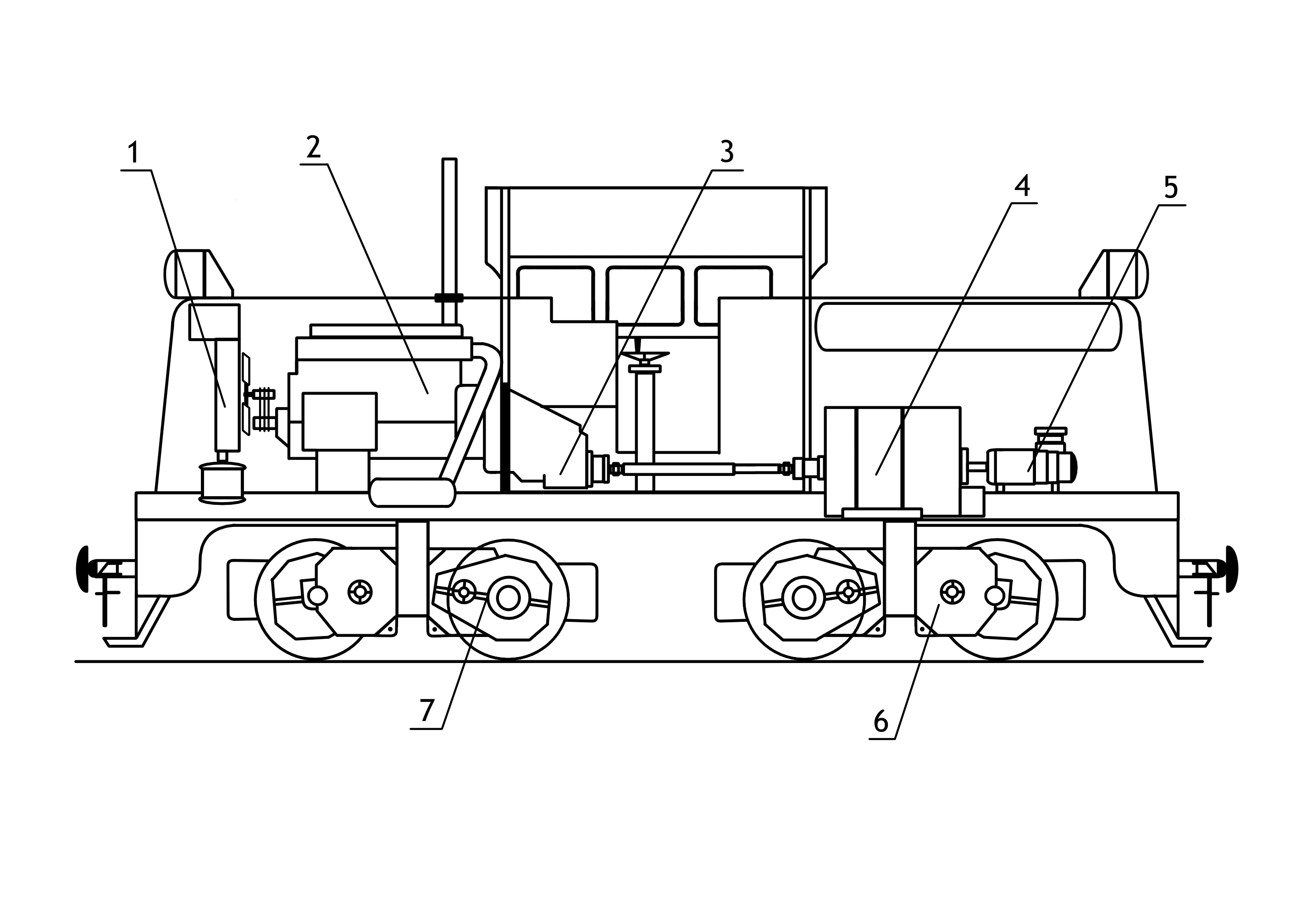
Розташування обладнання на тепловозі ТУ^{Э}-4: 1 — охолоджувач; 2 — дизель; 3 — муфта зчеплення дизеля; 4 — тяговий генератор; 5 — допоміжний генератор; 6 — тяговий електродвигун; 7 — редуктор тягового електродвигуна

Після цього використання електричної передачі в розробках серійних тепловозах для колії 750 мм припинилось.

#### ТУ^{М}-4

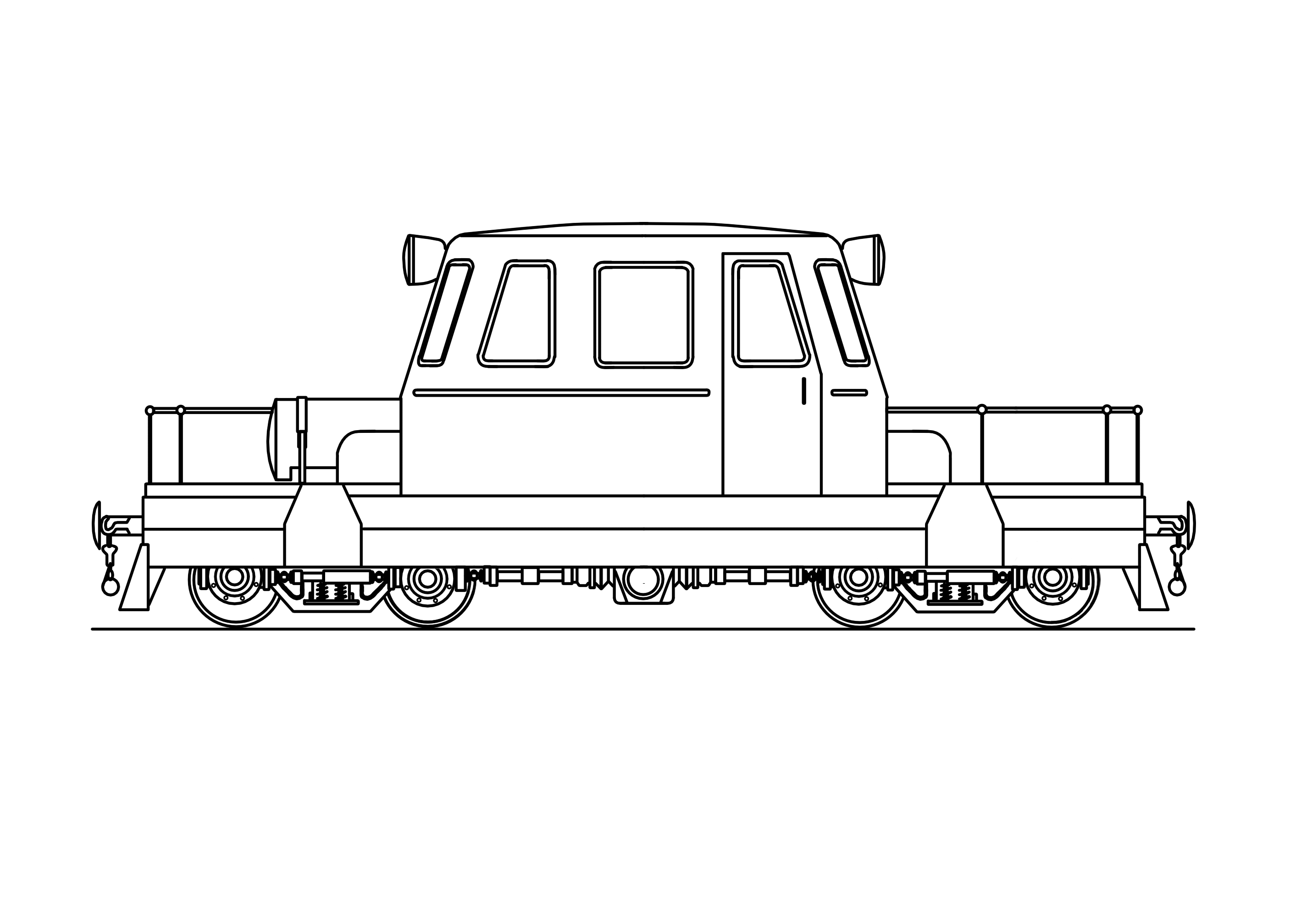
Схема ТУ^{М}-4 Архангельського лісотехнічного інституту, зразка 1957 року.

#### ТУ^{ГМ}-4

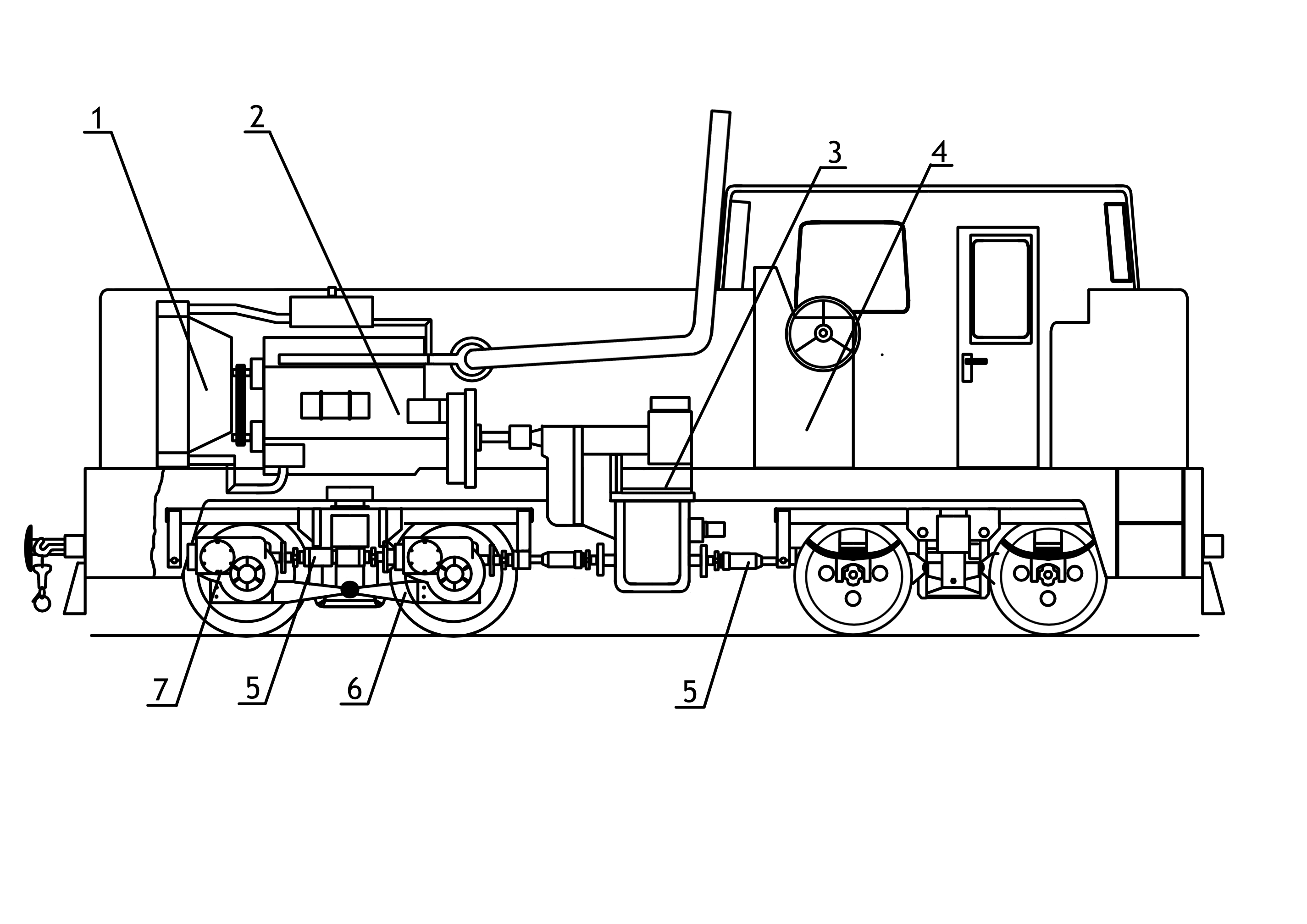
Розташування обладнання на тепловозі ТУ^{ГМ}-4: 1 — охолоджувач; 2 — дизель; 3 — гідропередача; 4 — пульт керування; 5 — карданний вал; 6 — важіль підвіски; 7 — осьовий редуктор

#### ТУМ-4
Архангельському лісотехнічному інституту доручена розробка дослідного зразка з механічною передачею і двигуном потужнішим за 100 к.с. Початково зразок отримав назву МДМ-4, згодом її було змінено на ТУМ-4 (рос. Тепловоз, Узкоколейный, с Механической передачей, тип 4). Тепловоз оснастили дизельним двигуном ЯАЗ-204А потужністю 110 к.с. У конструкції були широко використані вже наявні на час проєктування запчастини та агрегати тракторної техніки.
З серпня до грудня 1957 року відбувалося випробування тепловоза на Крестецькій вузькоколійній залізниці. У результаті експлуатаційних випробувань виявили низку недоліків, які ускладнювали використання ТУМ-4. Виконавши свою дослідницьку мету, тепловоз залишили для постійної експлуатації на Крестецькому ЛПГ.

#### ТУГ-4
Виготовлення зразка з гідравлічною передачею було покладено на Воткінський завод. Розробка тривала в 1956 — 1957 роках, завершення робіт планувалося на початку 1958 року, але через відсутність досвіду роботи працівників з проєктування гідромеханічних передач, та значну кількість робіт з налаштування процес затримався до кінця 1958 року. Два виготовлених зразки отримали найменування ТУГ-4 (рос. Тепловоз, Узкоколейный, с Гидравлической передачей, тип 4); їх передали на дослідні роботи до того ж самого Крестецького ліспромгоспу. За результатами випробувань всі вимоги до тепловозів цього типу були виконані, і вони могли замінити парову тягу на промислових вузькоколійках. Оскільки тепловози виготовлялися для дослідження експлуатації гідравлічної передачі, вони не були відправлені в серію.

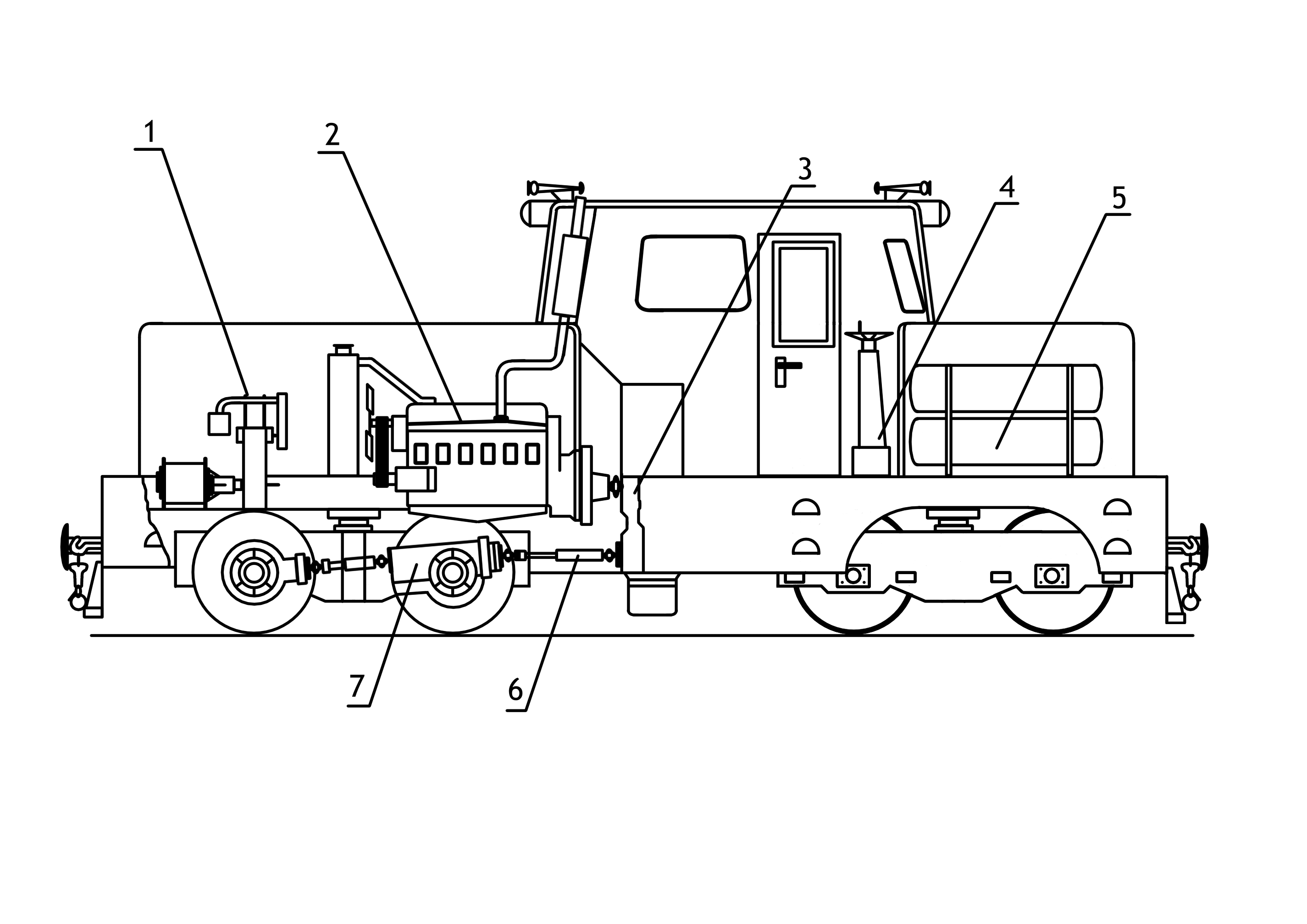
Розташування обладнання на тепловозі ТУ^{Г}-4: 1 — компресор; 2 — дизель; 3 — гідропередача; 4 — ручні гальма; 5 — головний повітряний резервуар; 6 — карданний вал; 7 — осьовий редуктор

Зробивши висновки після всіх досліджень, гідравлічну передачу обрали як найнадійніший і найдоступніший варіант для використання на тепловозах для колії 750 мм. 

#### ТУГМ-4
ЦНДІМЕ та Воткінський завод продовжили розробку, в першу чергу усунувши явні недоліки конструкції та врахувавши побажання підприємств щодо уніфікації запчастин з тепловозами широкої колії, що були в експлуатації цих підприємств. Новий зразок отримав маркування ТУГМ-4. Деякі його запчастини були уніфіковані з тепловозом ТГК та іншими машинами. У 1960 році завершили виготовлення двох одиниць, які проходили випробування на Крестецькому ЛПГ. За результатами експлуатації знову почалося усунення недоліків, яке склало 150 листів. Тепловоз у серію не пішов.

#### ТУ4
Паралельно з Воткінським ТУГМ-4, Камбарський завод та Державний інститут проєктування заводів сільськогосподарського машинобудування, на основі вже наявних досліджень, розробляли свою версію тепловоза, що отримав означення ТУ4. У ньому використано ті ж агрегати, що й на Воткінській моделі. Наявний досвід попередника і кропітка робота в розробці дозволили довести цю версію до серійного виробництва.

### Серійне виробництво
Перейшовши до масового виробництва, тепловоз продовжував отримувати зміни у свою конструкцію. Окрім деяких деталей кузова змінювалися як механічні агрегати, так і електрична схема. Виробництво тривало з 1961 по 1974 рік. За весь період завод виготовив 3138 тепловозів цієї моделі.
На зміну цій моделі прийшли нові, полегшені та сучасніші тепловози серії ТУ6 і ТУ7.

## Опис

### Конструкція
У конструкції використаний кузов кабінно-капотного типу. Під переднім (довшим) капотом розташований двигун, гідропередача, паливний бак, бак для мастила, компресори, система охолодження для двигуна і гідротрансформатора. Під заднім (коротшим) капотом розміщуються акумуляторні батареї і багажне відділення для збереження інвентарю та інструменту. Тепловоз стоїть на двох двовісних візках з ресорним підвішуванням, що були взяті з тепловозів іншої моделі — ТУ2мк, для створення м'яких умов ходу тепловоза. На них, у восьми точках, спирається рама. 

### Інтер'єр
Обшивка кабіни, як і капот, виготовлені штампуванням з металу. Кабіна розташована між двома капотами, всередині обшита фанерою та утеплена. У зимовий період обігрівається спеціальною системою опалення. Органи управління розташовані на столі керування та дубльовані з обох його сторін, для зручності виконання маневрів. У початкових партіях локомотивів сидіння машиніста не встановлювалося, адже вважалося, що керування відбуватиметься стоячи, встановлювалися лиш дві відкидні лавки для перепочинку. 

### Технічні характеристики
| Загальні ознаки                   | Загальні ознаки |
| --------------------------------- | --------------- |
| Модель                            | ТУ4             |
| Передача                          | Гідравлічна     |
| Конструкційна швидкість, км/год   | 50              |
| Службова маса, т                  | 18              |
| Мін. радіус проходження кривих, м | 40              |
| Запас мастила передачі, кг        | 130             |

| Габарит                         | Габарит |
| ------------------------------- | ------- |
| Висота, мм                      | 3295    |
| Ширина, мм                      | 2650    |
| Довжина, мм                     | 8400    |
| Відстань між осями на візку, мм | 4600    |
| База візка, мм                  | 1400    |
| Колія, мм                       | 750     |

| Силова установка                       | Силова установка |
| -------------------------------------- | ---------------- |
| Силова установка                       | У1Д6-250ТК       |
| Кількість циліндрів                    | 6                |
| Максимальне число обертів (за хвилину) | 1500             |
| Потужність, к.с.                       | 250              |
| Сила тяги, кгс                         | до 4500          |
| Тип палива                             | дизель           |
| Запас палива, кг                       | 570              |
| Запас мастила двигуна, кг              | 85               |

## Модифікації

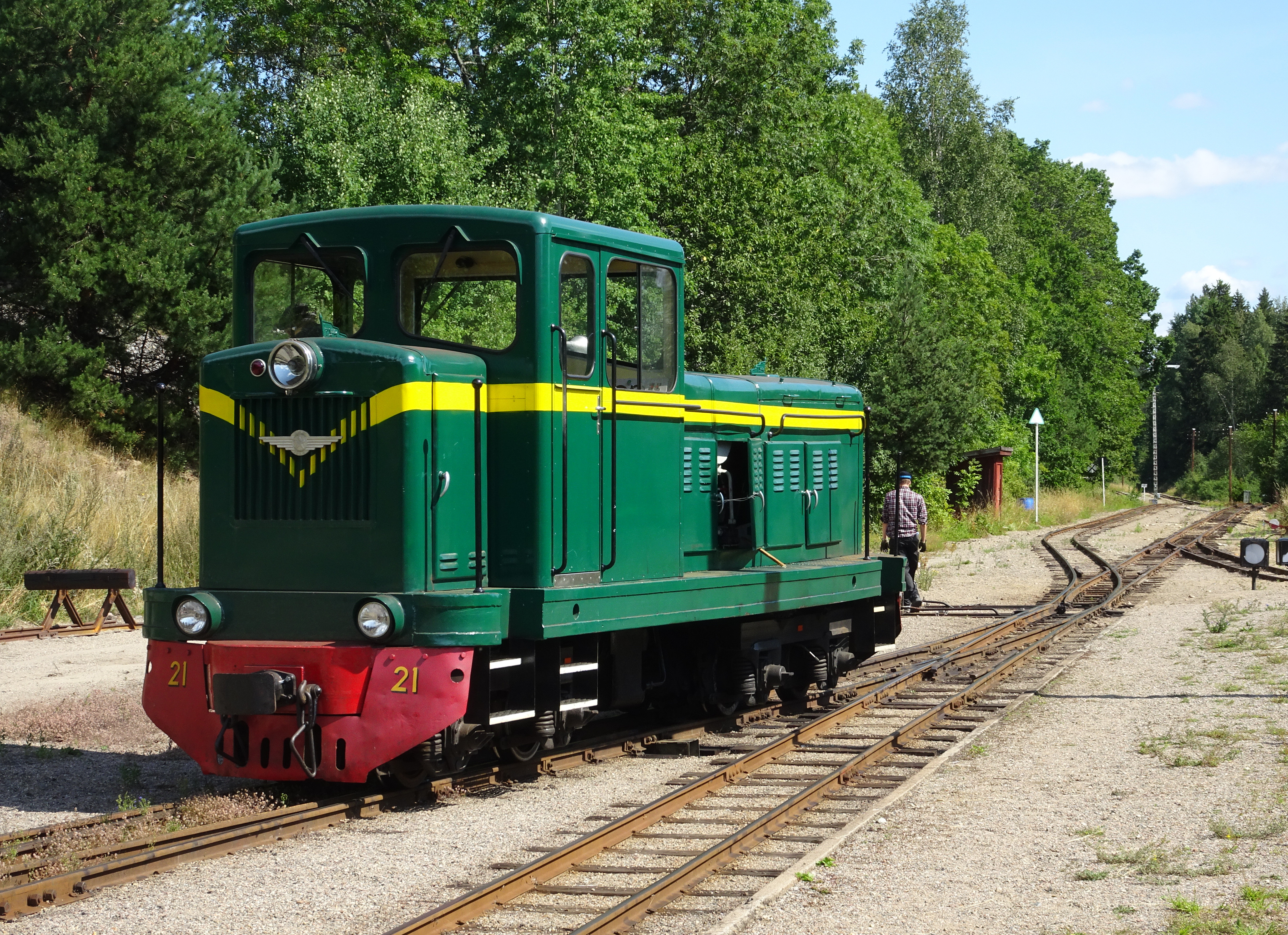
Тепловоз ТУ4-3137 проданий з Гайворона до Швеції, перероблений на колію 600 мм (2019 р.)

Відомо про виконання для колії шириною 1067 мм Кулебакського металургійного заводу.
У 2009 році в Естонії, для Фінляндії проведено модернізацію тепловоза ТУ4-2091, в результаті якої встановлено двигун Scania, та змінено ширину колісних пар на стандарт 760 мм.
У 2011 ― 2012 роках тепловоз ТУ4-3147 з Гайворона продали, в Естонії провели капітальний ремонт і переробили його на колію 600 мм, далі відправили на музейну залізницю у Швецію, де він дотепер експлуатується.

## Експлуатація
Першочергово ТУ4 призначався для роботи на промислових об'єктах на кшталт кар'єрів, лісозаготовельних підприємств та інших виробництвах. На деяких із підприємств, ці тепловози все ще залишилися в експлуатації, хоча більшість з них і була замінена на новіші версії.
На дитячих залізницях локомотив майже не зустрічався. По-перше, процес і агрегати керування значно відрізняються від локомотивів широкої колії, й не надто підходять для навчання дітей. По-друге, дитячі залізничні навчальні заклади вже були достатньо забезпечені моделями ТУ2 і ТУ3 .

### В Україні
Даний тепловоз в Україні можна зустріти на Гайворонській вузькоколійці (№2809), Вигодській вузькоколійній залізниці (№1695, №1693), в Музеї історії та розвитку Донецької залізниці (№2822) та в місті Барвінкове Харківської області, на території місцевого парку (№1597). Також один локомотив знаходиться в приватній колекції ГО «Асоціація збереження історії залізниць України» (№2234). 

#### Гайворонська вузькоколійна залізниця
ТУ4-2809, виготовлений у 1972 році, довгий час працював на одному з промислових підприємств, а з 1990-х років виконував роль маневрового локомотива при вагонному депо. Після зупинки роботи депо потреба в маневровому локомотиві відпала, і, за наявними даними, з початку нульових його використання припинилося. З часом під'їздний шлях до ангара розібрали, вандали викрали з локомотива цінні частини, а згодом на тепловоз обвалився дах. У березні 2023 року, за допомогою автомобільних кранів, локомотив переставили на рейки та доправили до Гайворонського локомотивного депо, де його поступово відновлюють. Першочергово, ТУ4-2809 приведуть до належного естетичного стану, а в перспективі — повернуть до експлуатації.

#### Вигодська вузькоколійна залізниця
У 1969 році до Вигоди передано чотири локомотиви, до наших часів у повністю робочому стані залишилося два з них (№1695, №1693), інші (№1740 та, ймовірно, №1893) за наявною інформацією, є лише залишками корпусу. Робочі тепловози стабільно застосовуються у транспортуванні деревини до лісокомбінату.

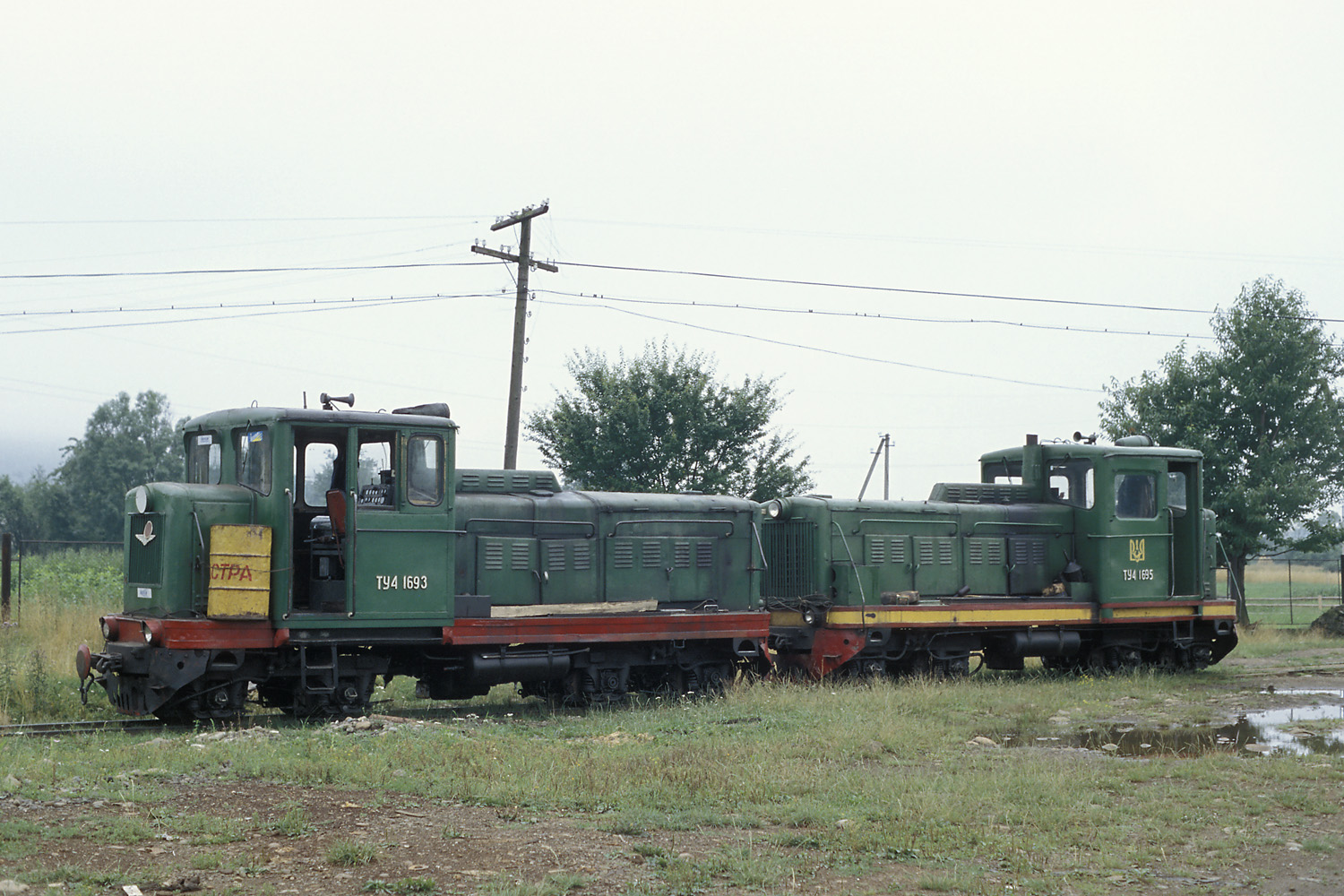
ТУ4-1693 і ТУ4-1695 на Вигодській вузькоколійці (2004 р.)

#### Музей історії та розвитку Донецької залізниці
ТУ4-2822 з 1972 року працював на Макіївській дитячій залізниці, — це єдиний відомий локомотив цієї моделі, що використовувався на дитячих залізницях. У 2005 році, в результаті закриття дитячої залізниці, тепловоз передали до музею.

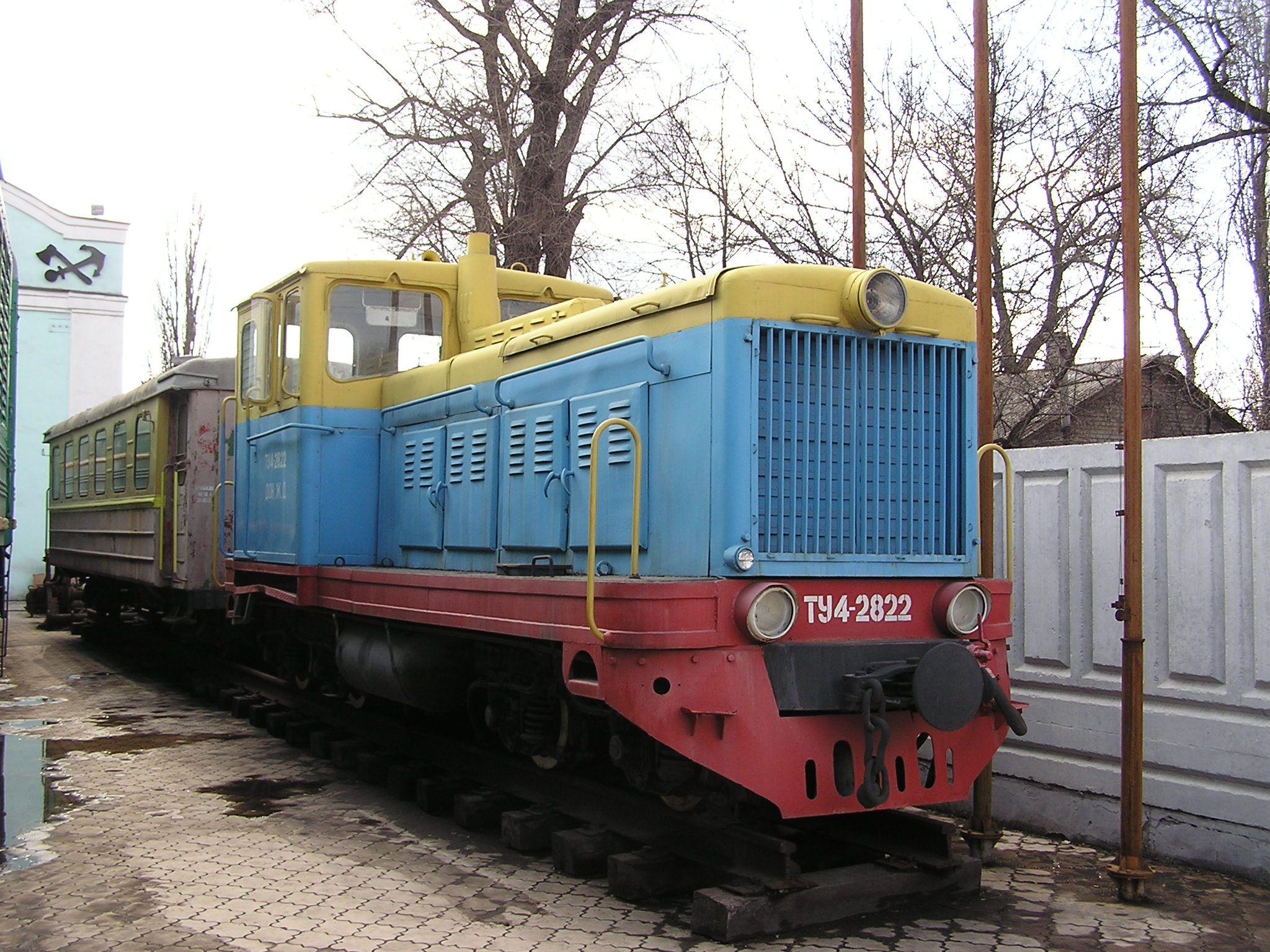
ТУ4-2822 в Музеї історії та розвитку Донецької залізниці (2008 р.)

#### Експозиція в м. Барвінкове
Локомотив №1587 виготовлений у 1968 році, достеменно відомо, що він працював на лінії від станції Гусарівка, до піщаного кар'єру. Після перешивки лінії з колії 750 мм на 1520 мм у 1986 році, тепловоз передали в м. Барвінкове, де він знаходиться і дотепер.

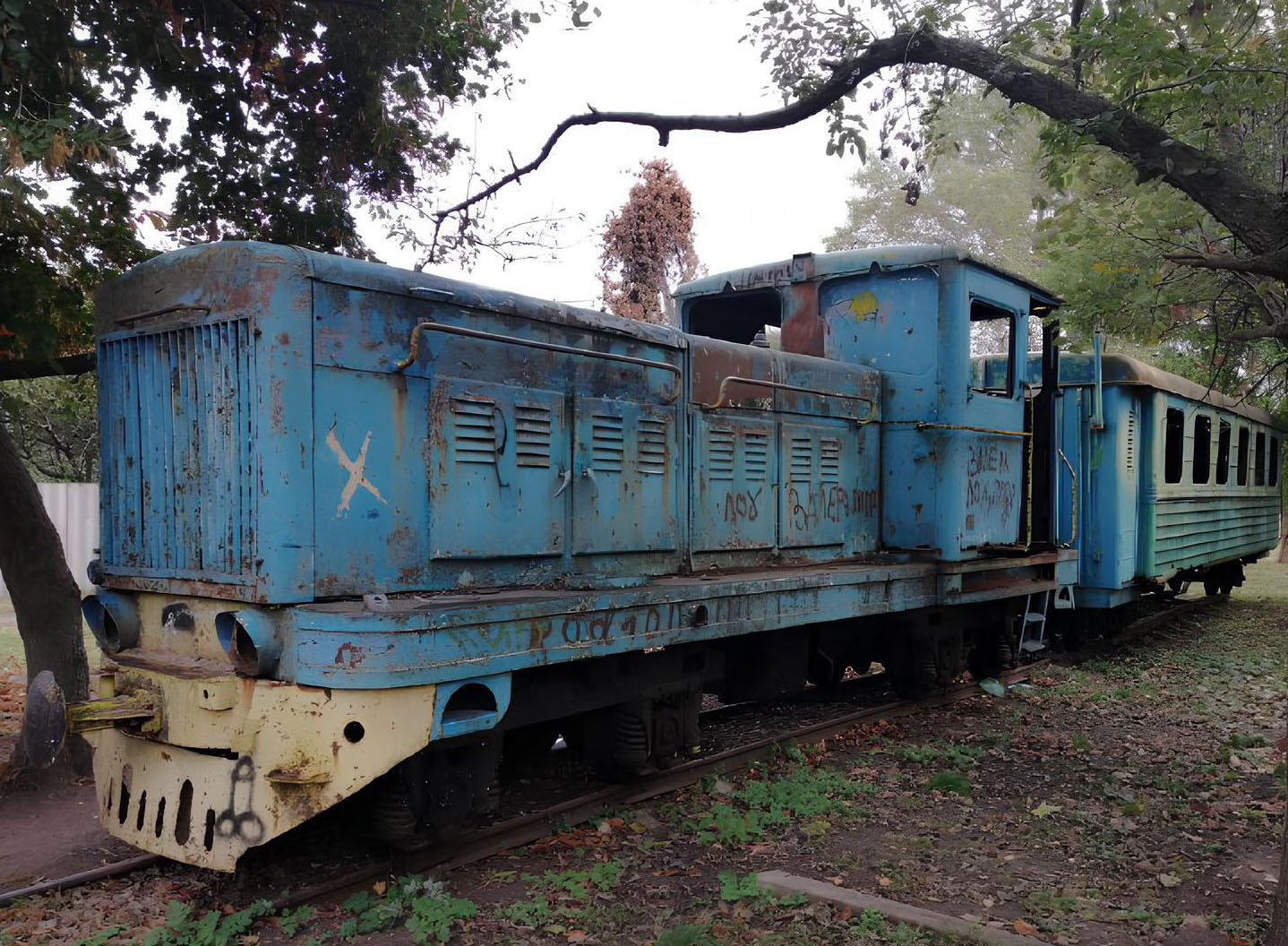
ТУ4-1587 у вигляді статичної експозиції в м. Барвінкове (2023 р.)

#### ГО «Асоціація збереження історії залізниць України»
Початково побудований 1970 року ТУ4-2234, працював на Ірдинській вузькоколійній залізниці, де займався перевезенням торфу з полів до заводу. Згодом  його викупила ГО «АЗІЗУ» для відновлення. У 2015 році локомотив, разом з критим вантажним вагоном з колекції організації, був представлений на Old Car Fest 2015.

### У світі
Зі всіх наявних тепловозів цієї моделі, окрім українських, у світі налічується ще приблизно 40 одиниць. Найбільше їх збереглося на території Росії. Лідерами за кількістю є Алапаєвська вузькоколійна залізниця та Карінська вузькоколійна залізниця, на кожній з яких розміщується по 6 одиниць локомотивів даної моделі. Хоча серед Карінських тепловозів локомотив з номером 2923, хоча все ще і стоїть на рейках, знаходиться в майже до кінця розібраному стані. Два капоти, силова установка та все обладнання демонтовані, тому може вважатися збереженим лише частково.
В Білорусі єдиним збереженим ТУ4 є тепловоз з номером 1862. Його передали з Дніпровського торфопідприємства до торфобрикетного заводу Дітва, де розміщується Музей вузькоколійної техніки Білорусі.
Кожна з країн Балтії, окрім Литви, має в себе по два тепловози, як і діючих, так і у вигляді статичних експозицій. В Естонії обидві одиниці є діючими експонатами Естонського залізничного музею в Лавассааре; один з локомотивів задіюється для туристичних екскурсій наявною ділянкою вузькоколійної залізниці.  Латвійські тепловози передані у 2021 році з торфопідприємства в Седі до музейної залізниці в Баложі, жоден з них наразі не експлуатується. Єдиний ТУ4 Литви (№849) являє собою статичну експозицію в приватному парку-музеї «Грутас».
По одному локомотиву мають Швеція, Норвегія та Фінляндія, хоча історично жоден з наявних тепловозів не працював в цих країнах. Норвезький належить Еурскоґській залізниці (№729), придбаний з музею в Лавассааре. Шведський локомотив знаходиться у Музеї Східної залізниці Седерманланду (№3147). Він був придбаний та перевезений до країни з Гайворонської вузькоколійної залізниці. Останній тепловоз у Фінляндії, експлуатується на Йокінойненській музейній залізниці  (№2091).